# Wereldkampioenschappen kunstschaatsen junioren 1988
De Wereldkampioenschappen kunstschaatsen junioren zijn samen een jaarlijks terugkerend evenement dat door de Internationale Schaatsunie (ISU) wordt georganiseerd. De editie van 1988, de dertiende in de reeks, vond van 8 tot en met 12 december 1987 plaats in Brisbane, de hoofdstad van de deelstaat Queensland, Australië. Het was de eerste keer dat een kunstschaatsevenement in dit land plaatsvond.
Titels en medailles waren er te verdienen in de categorieën: jongens individueel, meisjes individueel, paarrijden en ijsdansen.

## Deelname
Er namen deelnemers uit zestien landen deel aan de kampioenschappen, zij vulden 63 startplaatsen in. Voor het eerst namen er deelnemers uit Mexico deel. Mexico was het 32e land dat aan de WK-junioren deelnam. Zwitserland maakte na een jaar afwezigheid zijn rentree bij de WK-junioren. Ten opzichte van de vorige editie vaardigden België, Hongarije, Nieuw-Zeeland, Oost-Duitsland, Roemenië, Tsjechoslowakije en Zweden deze editie geen deelnemers af. De Amerikaanse Kristi Yamaguchi, deelnemer bij zowel de meisjes als de paren, was de vijfde junior die in hetzelfde jaar aan twee kampioenschappen deelnam. De Canadese Lorri Baier (1978: meisjes + paren), de Australiër Stephen Carr (1982: jongens + paren) en haar landgenoten Jerod Swallow (1985: paren + ijsdansen) en haar partner bij de paren Rudy Galindo (1986 + 1987: jongens + paren) gingen haar hierin voor. Uit Nederland nam Alcuin Schulten voor de tweede keer deel en debutante Daniella Roymans was het vierde Nederlandse meisje dat aan de WK-junioren deelnam.
Deelnemende landen
(Tussen haakjes het totaal aantal startplaatsen in de vier toernooien.)
| Sovjet-Unie (11) Verenigde Staten (10) Canada (7) Frankrijk (6) | Australië (4) West-Duitsland (4) China (3) Japan (3) | Verenigd Koninkrijk (3) Zuid-Korea (3) Italië (2) Mexico (2) | Nederland (2) Denemarken (1) Oostenrijk (1) Zwitserland (1) |

## Medailleverdeling
De twaalf medailles gingen naar drie landen. Zeven gingen er naar de Sovjet-Unie, drie naar de Verenigde Staten en twee naar Japan.
Bij de jongens werd Todd Eldredge de dertiende wereldkampioen en hij was hiermee de zevende Amerikaan na Mark Cockerell (1976), Paul Wylie (1981), Scott Williams (1982), Christopher Bowman (1983), Erik Larson (1985) en Rudy Galindo (1987). Op de plaatsen twee en drie stonden twee jongens uit de Sovjet-Unie. Viacheslav Zagorodniuk behaalde met de zilveren medaille ook zijn eerste. Yuri Tsimbaliuk behaalde zijn derde bronzen medaille op rij. Na Rudy Galindo was hij de tweede jongen die drie medailles behaalde.
Bij de meisjes werd Kristi Yamaguchi de dertiende wereldkampioene en zij was hiermee de zevende Amerikaanse na Suzie Brasher (1976), Jill Sawyer (1978), Elaine Zayak (1979), Rosalynn Sumners (1980), Tiffany Chin (1981) en Cindy Bortz (1987). Op de plaatsen twee en drie stonden twee meisjes uit Japan, respectievelijk Junko Yaginuma en Yukiko Kashihara. Voor hen had alleen Midori Ito een medaille bij de meisjes voor Japan behaald, zij won in 1984 brons.
Bij de paren behaalden Kristi Yamaguchi / Rudy Galindo als tiende paar de wereldtitel, het was de eerste titel en de vijfde medaille bij de paren voor de Verenigde Staten. Yamaguchi en Galindo waren de eerste junioren die in twee categorieën de wereldtitel behaalden. Galindo werd in 1987 wereldkampioen bij de jongens en Yamaguchi dit jaar ook bij de meisjes. Daarnaast was Yamaguchi (na Galindo) de tweede junior die een medaille behaalde in twee categorieën en de tweede junior die twee medailles in hetzelfde jaar behaalde. Op de plaatsen twee en drie stonden twee paren uit de Sovjet-Unie, respectievelijk Evgenia Chernyshova / Dmitri Sukhanov en Yulia Liashenko / Andrei Bushkov, die hun eerste medaille wonnen.
Voor de derde keer op dertien edities ging bij een van de WK-junioren kampioenschappen alle drie de medailles naar het zelfde land, ook voor de derde keer betrof dit de Sovjet-Unie, en voor het eerst bij het ijsdansen. In 1985 en 1986 geschiedde dit bij de paren. De zilverenmedaillewinnaars van vorig jaar, Oksana Grisjtsjoek / Aleksandr Tsjitsjkov, werden het negende kampioenspaar en ze zorgden er daarmee voor dat de titel voor de elfde keer en voor het elfde opeenvolgende jaar naar de Sovjet-Unie ging. Op de plaatsen twee en drie stonden respectievelijk Irina Antsiferova / Maxim Sevastianov en Maria Orlova / Oleg Ovsiannikov die hun eerste medaille wonnen
| Onderdeel | Goud                                      | Zilver                                | Brons                            |
| --------- | ----------------------------------------- | ------------------------------------- | -------------------------------- |
| Jongens   | Todd Eldredge                             | Viacheslav Zagorodniuk                | Yuri Tsimbaliuk                  |
| Meisjes   | Cindy Bortz                               | Junko Yaginuma                        | Yukiko Kashihara                 |
| Paren     | Kristi Yamaguchi / Rudy Galindo           | Evgenia Chernyshova / Dmitri Sukhanov | Yulia Liashenko / Andrei Bushkov |
| IJsdansen | Oksana Grisjtsjoek / Aleksandr Tsjitsjkov | Irina Antsiferova / Maxim Sevastianov | Maria Orlova / Oleg Ovsiannikov  |

## Uitslagen
| #      | naam (deelname)        | land                              |
| ------ | ---------------------- | --------------------------------- |
| Goud   | Todd Eldredge (3)      | Vlag van Verenigde Staten         |
| Zilver | Viacheslav Zagorodniuk | Vlag van Sovjet-Unie              |
| Brons  | Yuri Tsimbaliuk (3)    | Vlag van Sovjet-Unie              |
| 04     | Shepherd Clark         | Vlag van Verenigde Staten         |
| 05     | Cameron Birky (2)      | Vlag van Verenigde Staten         |
| 06     | Jung Sung-il (4)       | Vlag van Zuid-Korea               |
| 07     | Philippe Candeloro (2) | Vlag van Frankrijk                |
| 08     | Mikhail Shmerkin (4)   | Vlag van Sovjet-Unie              |
| 09     | Marcus Christensen     | Vlag van Canada                   |
| 10     | Masakazu Kagiyama      | Vlag van Japan                    |
| 11     | Peter Fuchs (2)        | Vlag van Bondsrepubliek Duitsland |
| 12     | Laurent Tobel]         | Vlag van Frankrijk                |
| 13     | Bernard Munger         | Vlag van Canada                   |
| 14     | Alcuin Schulten (2)    | Vlag van Nederland                |
| 15     | Sean Abram (5)         | Vlag van Australië                |
| 16     | Leigh Yip              | Vlag van Verenigd Koninkrijk      |
| 17     | Liu Wei (3)            | Vlag van China                    |
| 18     | Antonio Moffa          | Vlag van Italië                   |
| 19     | Ricardo Olavarrieta    | Vlag van Mexico                   |

| #      | naam (deelname)      | land                              |
| ------ | -------------------- | --------------------------------- |
| Goud   | Kristi Yamaguchi     | Vlag van Verenigde Staten         |
| Zilver | Junko Yaginuma (2)   | Vlag van Japan                    |
| Brons  | Yukiko Kashihara     | Vlag van Japan                    |
| 04     | Sandra Garde         | Vlag van Frankrijk                |
| 05     | Judith Tartal        | Vlag van Canada                   |
| 06     | Elizabeth Wright     | Vlag van Verenigde Staten         |
| 07     | Margot Bion          | Vlag van Canada                   |
| 08     | Tatiana Klenina      | Vlag van Sovjet-Unie              |
| 09     | Evgenia Leonidova    | Vlag van Sovjet-Unie              |
| 10     | Susanne Mildenberger | Vlag van Bondsrepubliek Duitsland |
| 11     | Patricia Wirth (2)   | Vlag van Bondsrepubliek Duitsland |
| 12     | Maria Fuglsang       | Vlag van Denemarken               |
| 13     | Zhang Bo (3)         | Vlag van China                    |
| 14     | Surya Bonaly         | Vlag van Frankrijk                |
| 15     | Fiona Ritchie (2)    | Vlag van Verenigd Koninkrijk      |
| 16     | Natalie Crothers     | Vlag van Australië                |
| 17     | Christine Czerni     | Vlag van Oostenrijk               |
| 18     | Daniella Roymans     | Vlag van Nederland                |
| 19     | Janine Bur           | Vlag van Zwitserland              |
| 20     | Koh Sung-hee         | Vlag van Zuid-Korea               |
| 21     | Erika Beckly         | Vlag van Mexico                   |

| #      | naam (deelname)                                   | land                      |
| ------ | ------------------------------------------------- | ------------------------- |
| Goud   | Kristi Yamaguchi (3) Rudy Galindo (3)             | Vlag van Verenigde Staten |
| Zilver | Evgenia Chernyshova Dmitri Sukhanov               | Vlag van Sovjet-Unie      |
| Brons  | Yulia Liashenko Andrei Bushkov                    | Vlag van Sovjet-Unie      |
| 04     | Irina Saifutdinova (2) Andrei Bardykin (2)        | Vlag van Sovjet-Unie      |
| 05     | Jennifer Heurlin John Frederiksen                 | Vlag van Verenigde Staten |
| 06     | Ann-Marie Wells Brian Wells                       | Vlag van Verenigde Staten |
| 07     | Marie-Josée Fortin (2) Jean-Michel Bombardier (2) | Vlag van Canada           |
| 08     | Narelle Rolfe Stephen Roberts                     | Vlag van Australië        |

| #      | naam (deelname)                                  | land                              |
| ------ | ------------------------------------------------ | --------------------------------- |
| Goud   | Oksana Grisjtsjoek (2) Aleksandr Tsjitsjkov (2)  | Vlag van Sovjet-Unie              |
| Zilver | Irina Antsiferova Maxim Sevastianov              | Vlag van Sovjet-Unie              |
| Brons  | Maria Orlova Oleg Ovsiannikov                    | Vlag van Sovjet-Unie              |
| 04     | Christelle Gautier (2) Alberick Dalongeville (2) | Vlag van Frankrijk                |
| 05     | Allison MacLean Konrad Schaub                    | Vlag van Canada                   |
| 06     | Lynn Burton Andrew Place (2)                     | Vlag van Verenigd Koninkrijk      |
| 07     | Meike Dehne Frank Dehne                          | Vlag van Bondsrepubliek Duitsland |
| 08     | Pascale Vrot David Quinsac                       | Vlag van Frankrijk                |
| 09     | Rachel Mayer Peter Breen                         | Vlag van Verenigde Staten         |
| 10     | Jeannine Jones Michael Shroge                    | Vlag van Verenigde Staten         |
| 11     | Brigitte Richer Michel Brunet                    | Vlag van Canada                   |
| 12     | Jie Pan Feng Han                                 | Vlag van China                    |
| 13     | Antonella Chicco Claudio Castagna                | Vlag van Italië                   |
| 14     | Sally Biggs David Austin                         | Vlag van Australië                |
| 15     | Jung Sung-min Jung Sung-ho                       | Vlag van Zuid-Korea               |

Medaillewinnaars

Jongens · 
Meisjes · 
Paren · 
IJsdansen

 Toernooi

1976 · 
1977 · 
1978 · 
1979 · 
1980 · 
1981 · 
1982 · 
1983 · 
1984 · 
1985 · 
1986 · 
1987 · 
1988 · 
1989 · 
1990 · 
1991 · 
1992 · 
1993 · 
1994 · 
1995 · 
1996 · 
1997 · 
1998 · 
1999 · 
2000 · 
2001 · 
2002 · 
2003 · 
2004 · 
2005 · 
2006 · 
2007 · 
2008 · 
2009 · 
2010 ·
2011 ·
2012 ·
2013 ·
2014 ·
2015 ·
2016 ·
2017 ·
2018 ·
2019 · 
2020

 ISU-kampioenschappen

WK kunstschaatsen · 
EK kunstschaatsen · 
Viercontinentenkampioenschap · 
Olympische Spelen